# Górna Wola (Wola Goryńska)
Górna Wola – część wsi Wola Goryńska (do 31 grudnia 2002 przysiółek) w Polsce, położona w województwie mazowieckim, w powiecie radomskim, w gminie Jastrzębia.